# موش کیسه‌دار دودی
موش کیسه‌دار دودی (نام علمی: Antechinus swainsonii) نام یک گونه از سرده موش‌های کیسه‌دار پاپهن است.